# Ворстерман, Лукас
Лукас ван Ворстерман, Лука Форстерман, иногда называемый Старшим (нидерл. Lucas Vorsterman; 1595, Залтбоммел —1675) — южнонидерландский (фламандский) гравёр Золотого века Голландии. Ученик П. П. Рубенса, с 1620 года работал в его гравёрной мастерской в Антверпене. Участвовал в знаменитой серии офортов «Иконография» под руководством А. Ван Дейка.

## Биография

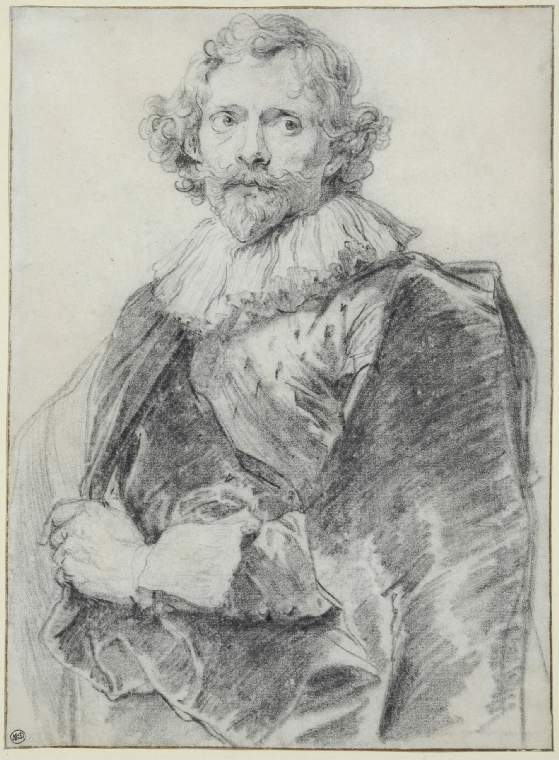
A. Ван Дейк. Портрет Л. Ворстермана. Ок. 1631. Бумага, итальянский карандаш. Музей Фицуильяма, Кембриджский университет, Великобритания

Лукас Ворстерман родился в Залтбоммеле (центральные Нидерланды). Около 1618 года присоединился к мастерской Рубенса в Антверпене и начал учиться у Рубенса живописи. Между 1619 и 1621 годами он работал у Рубенса гравёром. В то время Рубенс приступил к созданию серии гравюр и привлёк Ворстермана для воспроизведения в технике офорта и резцовой гравюры ряда своих самых известных картин. В школе-мастерской Рубенса в Антверпене, а также в печатной мастерской издательства Христофора Плантена «Officina Plantiniana», было выполнено огромное количество гравюр, воспроизводящих большую часть его творческого наследия. С 1612 по 1637 год Рубенс и его гравёры были постоянными сотрудниками «Дома Плантенов». Наряду с Ворстерманом в этой мастерской работали Боэций Адамс Болсверт, Схелте Адамс Болсверт, Питер де Йоде, Питер Соутман, Корнелис Схют и другие.
В те же годы между художниками возникла ссора. Её точные причины неизвестны, но обычно предполагалось, что источником стал вопрос о праве собственности на гравюры, созданные Ворстерманом по рисункам и картинам Рубенса. В 1621 году Ворстерман стал добавлять к своим гравюрам имя Рубенса. До возникновения спора их отношения были хорошими, поскольку Рубенс согласился стать крестным отцом старшего сына Ворстермана — Луки Младшего. Но ссора положила конец их сотрудничеству. В мастерской Рубенса Ворстермана заменил Паулюс Понтиус.
В 1624 году Ворстерман отправился в Англию, где в течение восьми лет работал для своих главных покровителей: короля Карла I и графа Томаса Арундела. В 1630 году художник вернулся в Антверпен и в том же году стал одним из гравёров мастерской Антониса Ван Дейка. Гравировал по живописным оригиналам Ван Дейка, в том числе для знаменитой серии портретов под названием «Иконография». Ворстерман выполнил двадцать две из восьмидесяти оригинальных гравюр этой серии.
В старости Ворстерман потерял зрение и жил в бедности на скромную поддержку Антверпенской Гильдии Святого Луки до своей смерти в 1675 году.
Из гравюр Ворстермана наиболее известны портреты: К. де Маллери, Я. Ливенса, Карла Зафтлебена и У. Кавендиша по оригиналам А. Ван Дейка; Оттавио Пиколомини по картине Г. Сегерса и «Поклонение волхвов» по П. Рубенсу.
В числе учеников Л. Ворстермана были: Паулюс Понтий, Ханс Витдок, Якоб Неефс и другие известные гравёры. Сын художника, Лукас Ворстерман Младший (1624—ок. 1667), был также гравёром, но не столь выдающимся, как его отец; тем не менее им выполнено несколько выдающихся работ, например, гравюра с картины Я. Йорданса «Сатир в гостях у крестьянина».
В Антверпене известны и другие художники под фамилией Ворстерман.

## Галерея

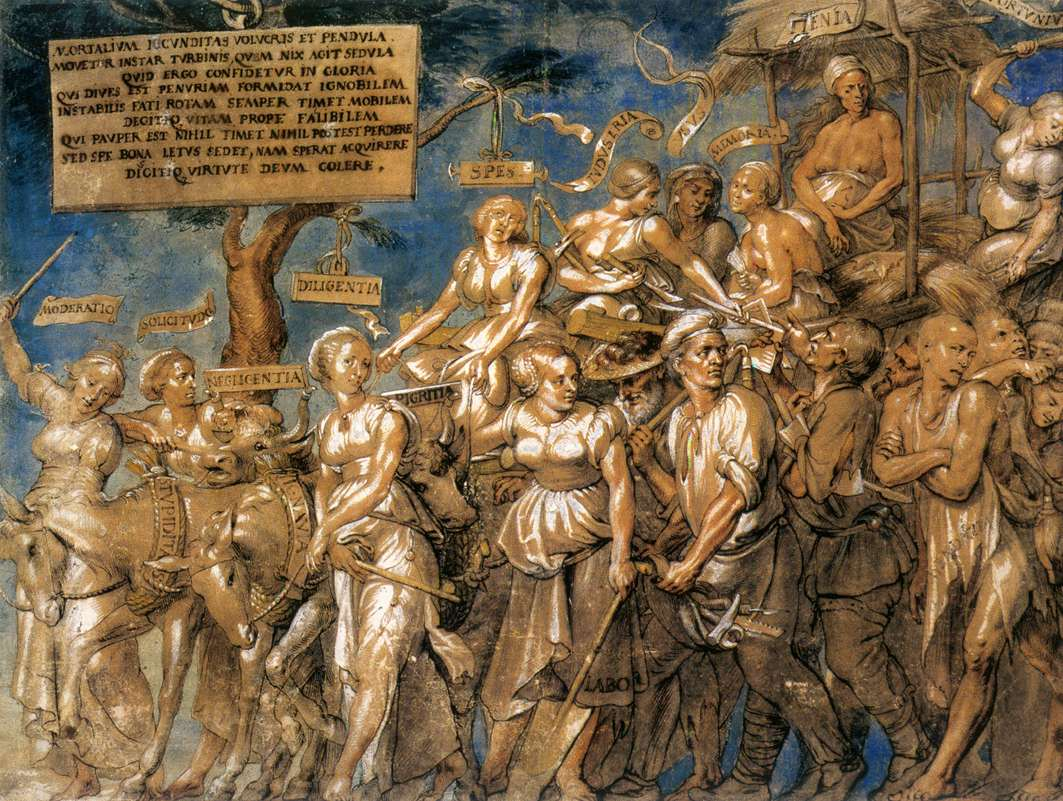
Триумф нищеты. 1630-е гг. Бумага, перо, кисть, чернила, чёрный и красный мел, акварель, белила. Британский музей, Лондон
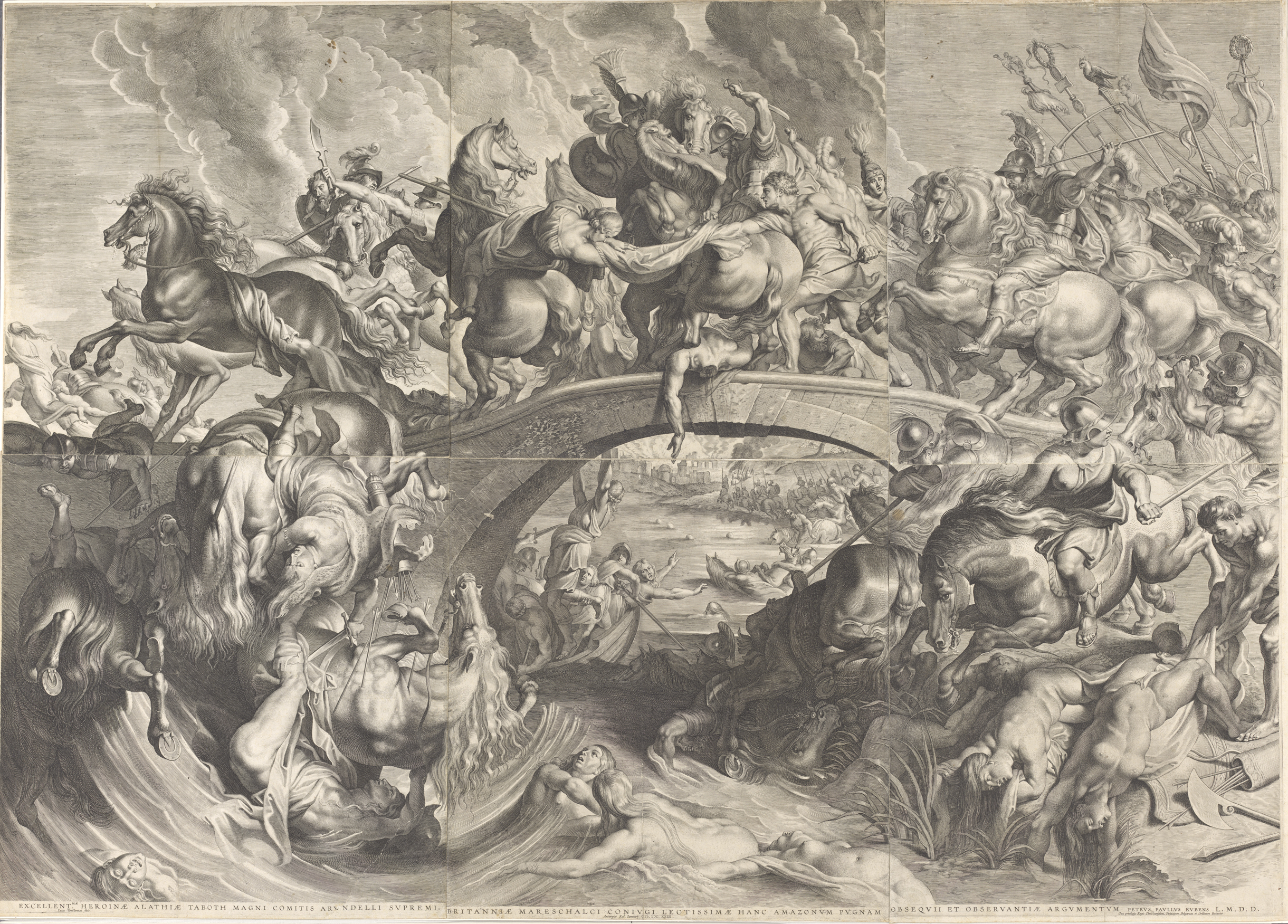
Битва амазонок. По картине П. П. Рубенса. 1623. Офорт
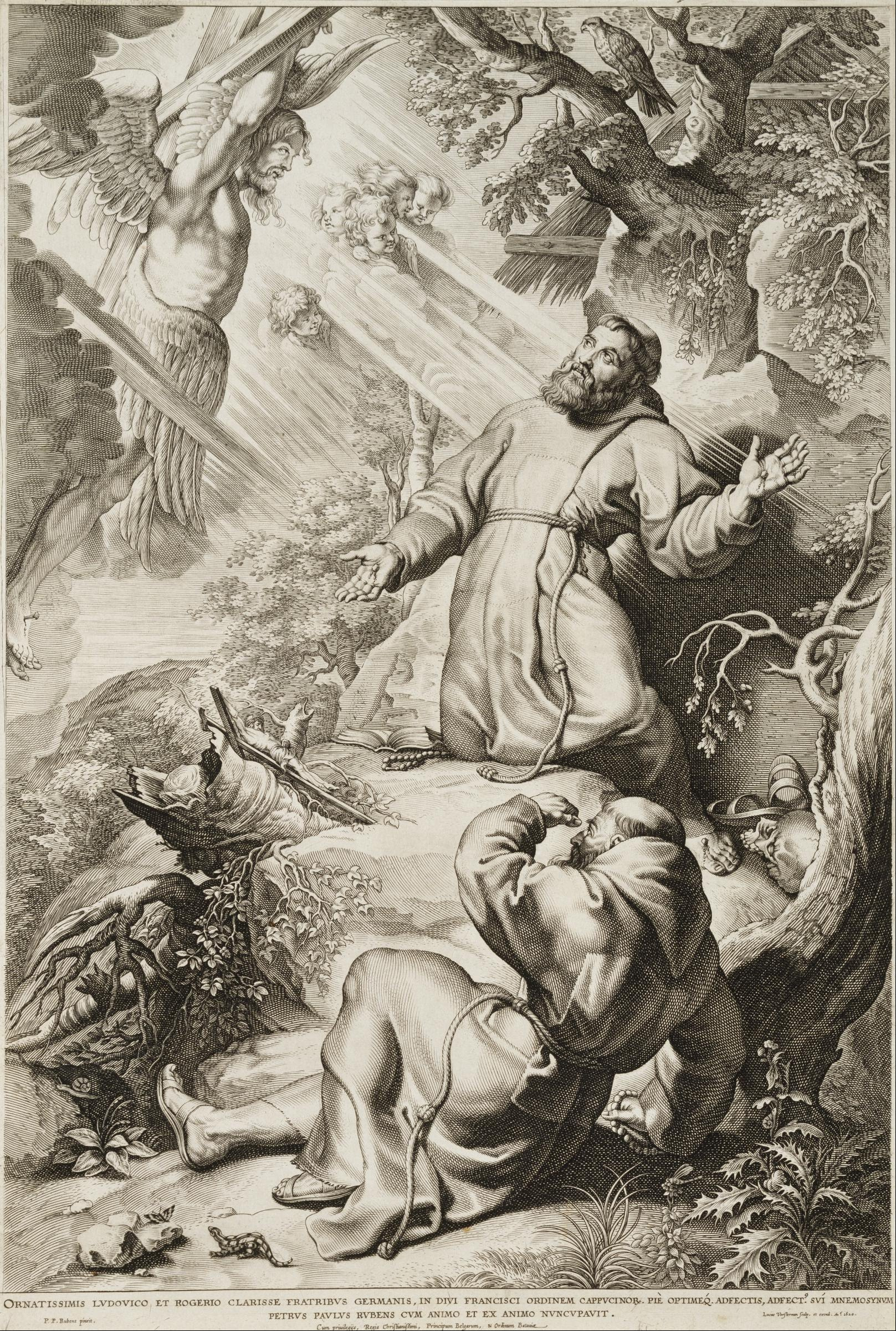
Стигматизация Святого Франциска. Между 1615 и 1625. Офорт, резец
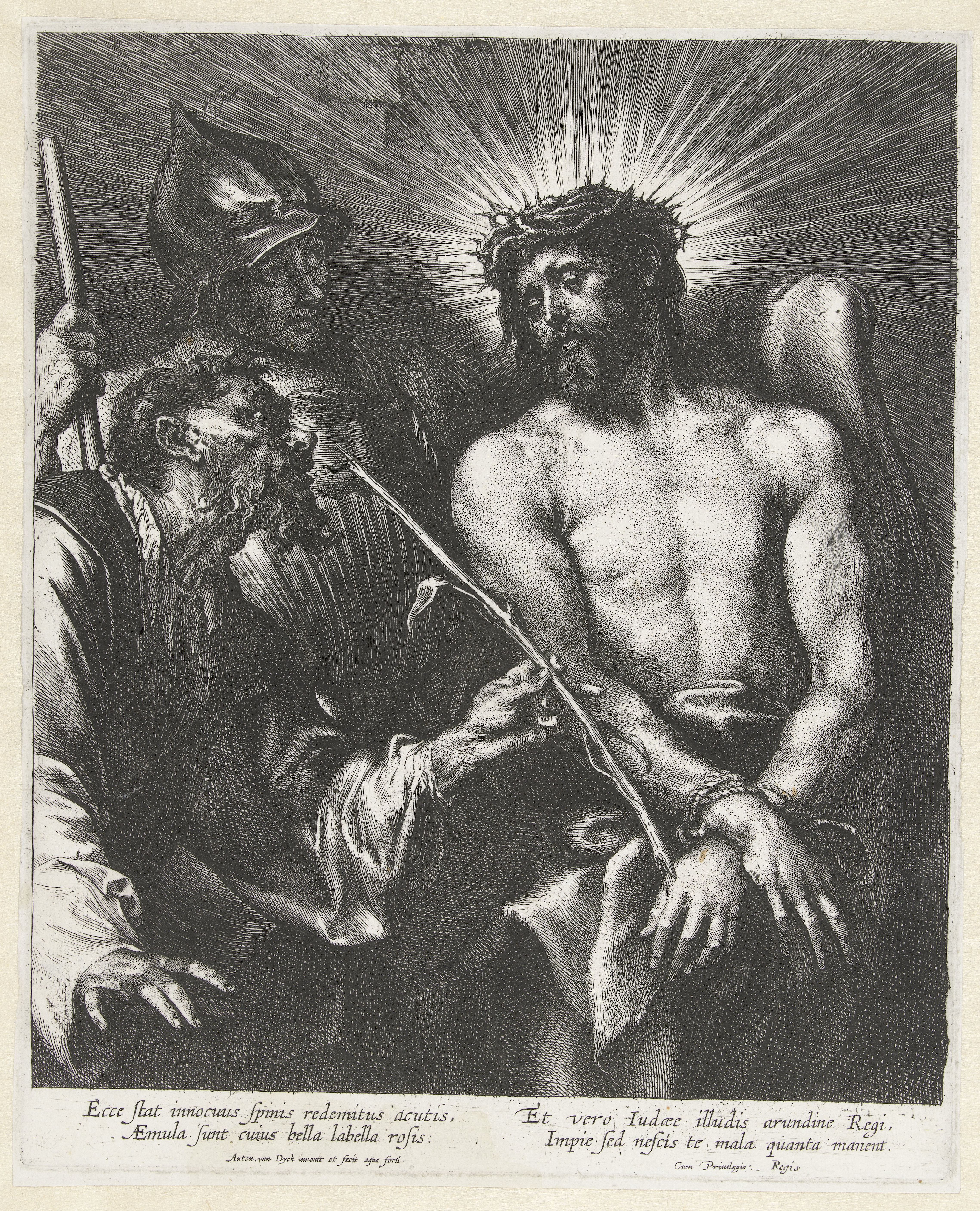
Осмеяние Христа. Ок. 1630. Офорт, резец
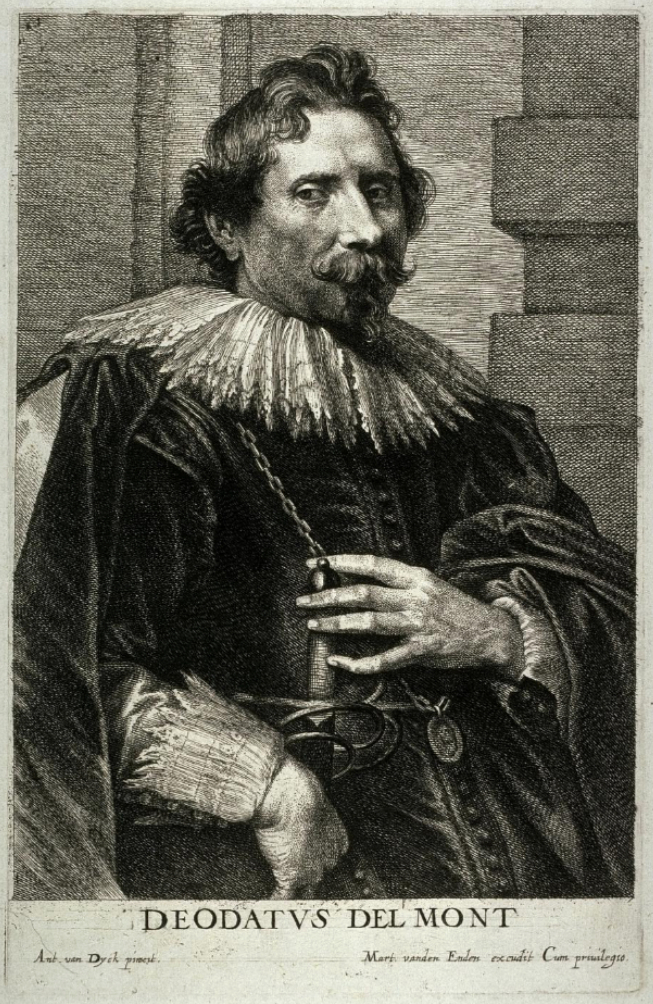
Портрет Деодата дель Монте, голландского астронома и архитектора. 1630—1640. По рисунку А. Ван Дейка. Из серии «Иконография». Музей изобразительных искусств Сан-Франциско
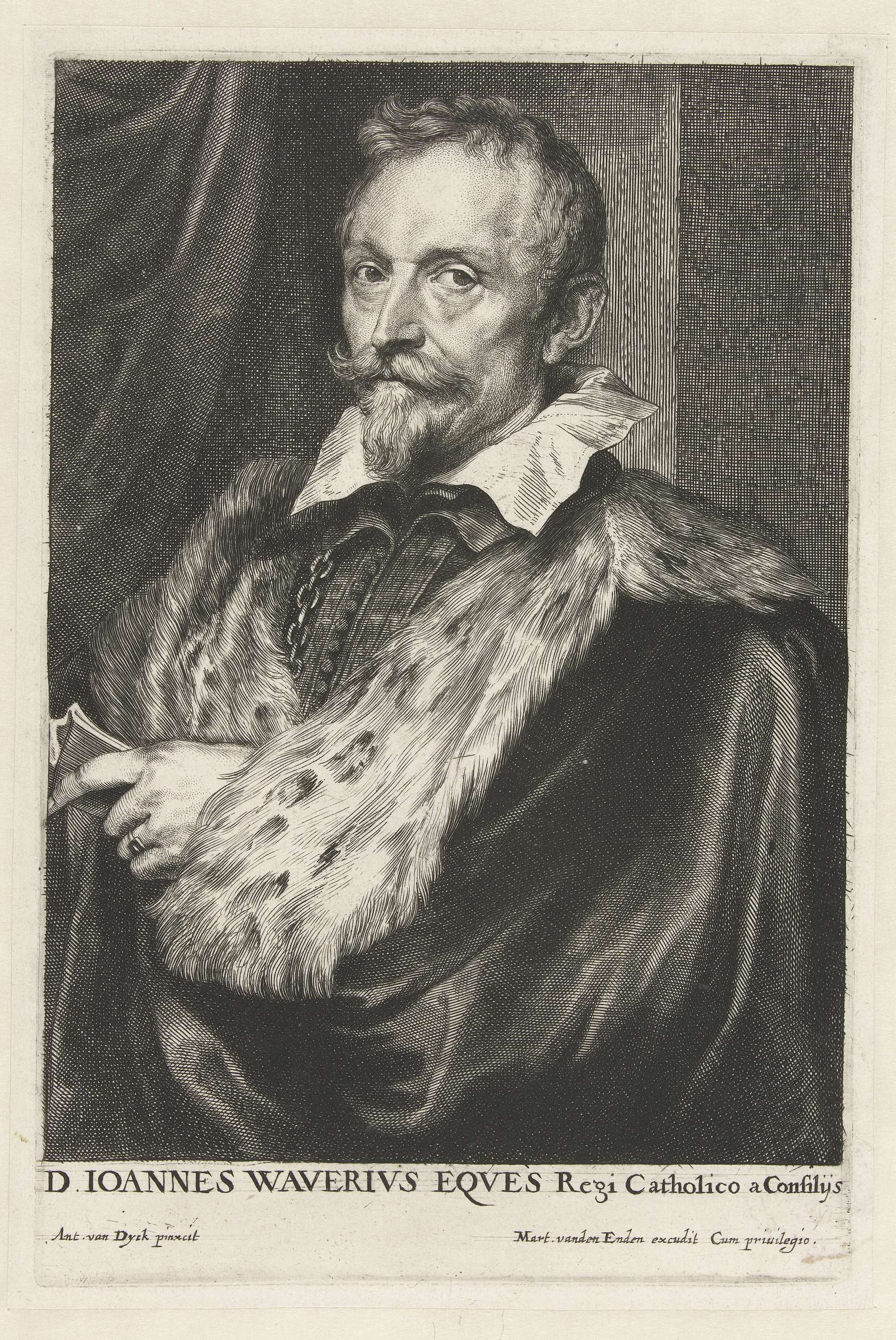
Портрет Яна ван ден Вауэра. По рисунку А. Ван Дейка. Рейксмюсеум, Амстердам
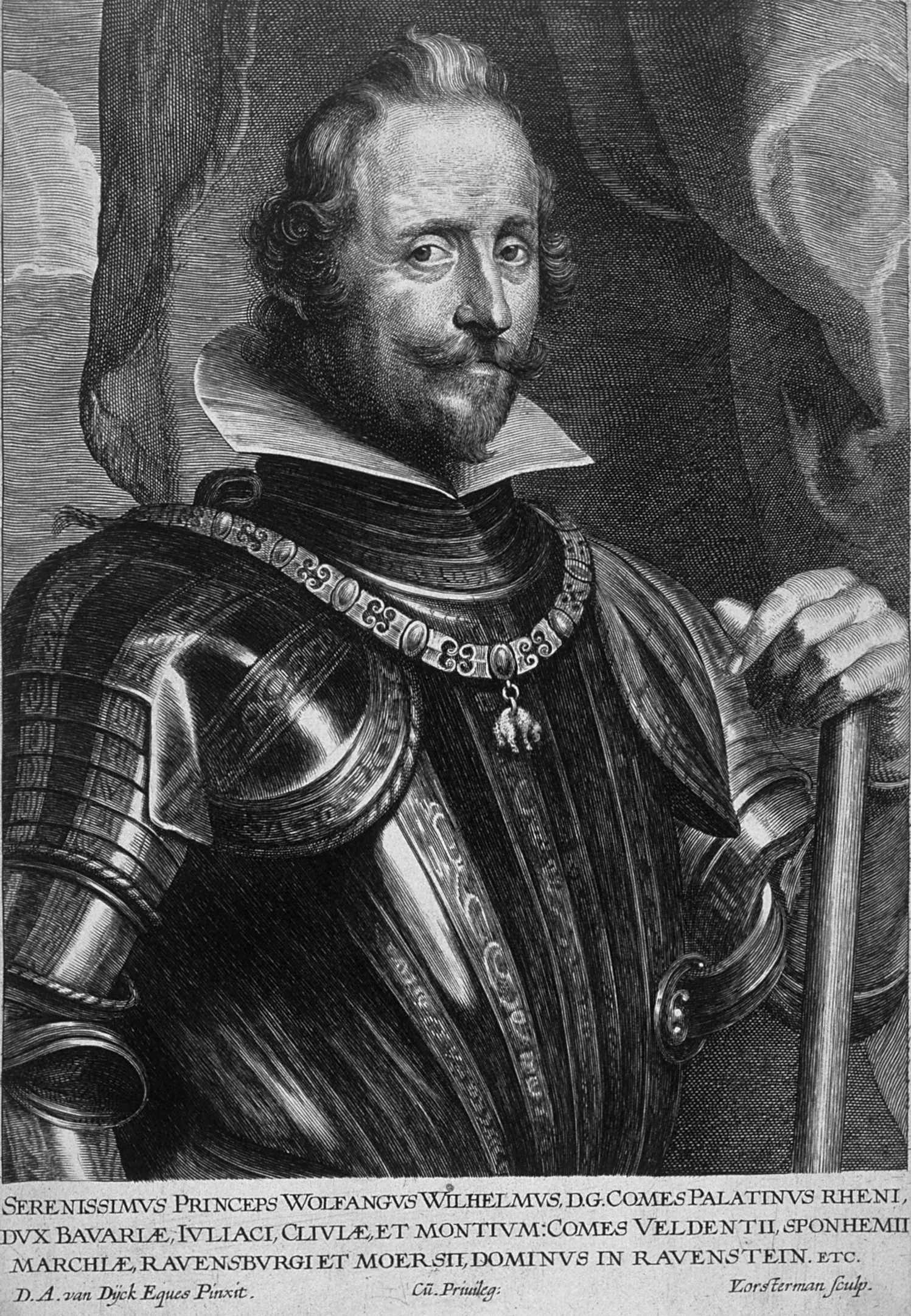
Портрет Вольфганга Вильгельма, герцога Пфальц-Нейбурга. По картине А. Ван Дейка. Музей изобразительных искусств Сан-Франциско
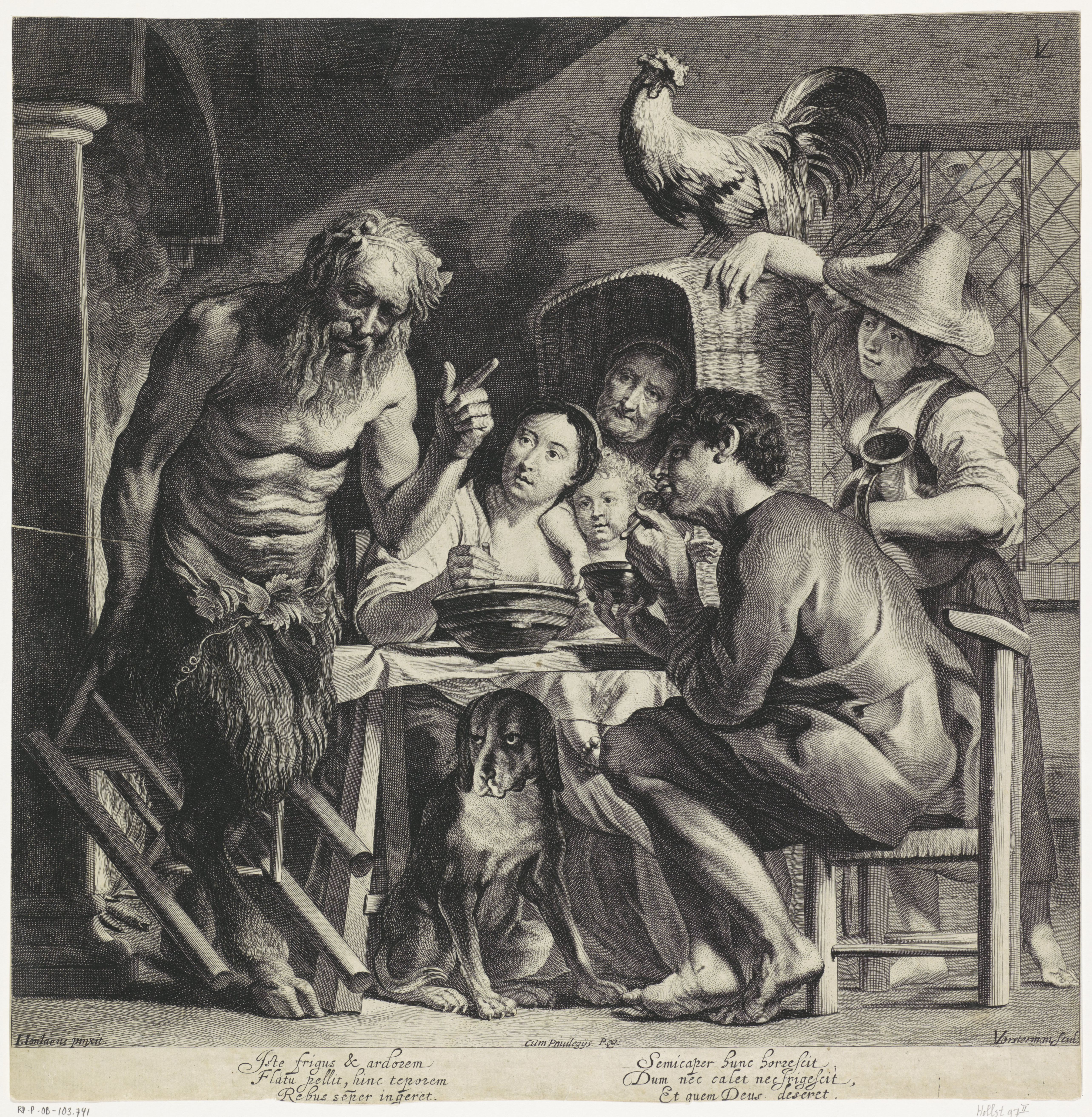
Л. Ворстерман Младший. Сатир в гостях у крестьянина. Между 1619 и 1675. Офорт, резец